# Ștefan Preda
 Ștefan Gabriel Preda (ur. 18 czerwca 1970 roku w Ploeszti), rumuński piłkarz, występujący na pozycji bramkarza. Jest wychowankiem Minerulu Filipești. Kiedy miał dwadzieścia dwa lata trafił do pierwszoligowego Petrolulu Ploiești, gdzie grał przez sześć lat. W tym czasie w klubie, który zwykle bronił się przed spadkiem z ekstraklasy, wyrósł na czołowego bramkarza Divizii A, a dobre występy w lidze zaowocowały w czerwcu 1994 roku pierwszym powołaniem do reprezentacji Rumunii. Miesiąc później Preda pojechał, jako trzeci bramkarz, na mundial 1994, na którym podopieczni Anghela Iordănescu doszli do ćwierćfinału. Zimą 1997 roku odszedł do Dinama Bukareszt, gdzie jednak nie zawsze mieścił się w pierwszej jedenastce. Później krótko grał w Astrze Ploiești, a wysoką formę odzyskał w rozgrywkach 2001–2002 w Universitatei Craiova. W kolejnych klubach (ponownie w Dinamie, Argeș Pitești i drugoligowej Unirei Urziceni) był tylko rezerwowym. Od sierpnia 2006 roku pełni podobną rolę w zespole z Divizii B Chimii Brazi.

## Sukcesy piłkarskie
- Puchar Rumunii 1995 z Petrolulem Ploiești
- mistrzostwo Rumunii 2000 i 2004, wicemistrzostwo Rumunii 1999 i 2001 oraz Puchar Rumunii 2000 i 2001 z Dinamem Bukareszt
- awans do Divizii A w sezonie 2005–2006 z Unireą Urziceni